# Lahtis–Kouvola-banan
Lahtis-Kouvola-banan är en del av det finländska järnvägsnätet och sträcker sig från Lahtis till Kouvola. Banan är cirka 62 kilometer lång (2006) och flerspårig i hela sin sträckning. Banan upprustades under 2010 och hastigheten höjdes till 200 km/h.

## Fotnoter
1. ↑  ”Arkiverade kopian”. Arkiverad från originalet den 25 maj 2012. https://archive.is/20120525140431/http://www.rhk.fi/pa_svenska/bananvandningen/beskrivning_av_finlands_bannat/. Läst 16 mars 2009. Beskrivning av Finlands bannät